# FDGB-Pokal der Jugend 1967
Der FDGB-Pokal der Jugend 1967 war die 16. Auflage des höchsten Fußball-Pokalwettbewerbs der Altersklasse 14–16 auf dem Gebiet der DDR, der vom FDGB in Verbindung mit dem Jugendausschuss der Sektion Fußball der DDR veranstaltet und durchgeführt wurde. Er begann am 12. März 1967 mit der 1. Runde (Achtelfinale) und endete am 30. April 1967 mit dem Finale in Brandenburg. In der Neuauflage des Vorjahresfinals ging der Pokalsieg diesmal an den 1. FC Lokomotive Leipzig, durch ein 5:1 im Finale gegen den HFC Chemie.

## Teilnehmende Mannschaften
Am FDGB-Pokal der Jugend (B-Jugend) für die Altersklasse (AK) 14–16 nahmen neben dem Pokalverteidiger, die Pokalsieger aus Ost-Berlin und den 14 Bezirken auf dem Gebiet der DDR teil. Spielberechtigt waren Spieler bis zum 16. Lebensjahr (Stichtag: 1. Juni 1950 bis 31. Mai 1952).
Folgende Mannschaften qualifizierten sich für den FDGB-Pokal der Jugend:
| - Bezirk Rostock TSG Wismar - Bezirk Schwerin SG Dynamo Schwerin - Bezirk Neubrandenburg BSG Post Neubrandenburg - Bezirk Potsdam BSG Motor Süd Brandenburg - Ost-Berlin BFC Dynamo | - Bezirk Frankfurt (Oder) BSG Stahl Eisenhüttenstadt - Bezirk Magdeburg 1. FC Magdeburg - Bezirk Halle BSG Chemie Zeitz - Bezirk Leipzig 1. FC Lokomotive Leipzig - Bezirk Cottbus BSG Energie Cottbus | - Bezirk Dresden BSG Motor WAMA Görlitz - Bezirk Karl-Marx-Stadt FC Karl-Marx-Stadt - Bezirk Erfurt FC Rot-Weiß Erfurt - Bezirk Gera FC Carl Zeiss Jena - Bezirk Suhl BSG Lokomotive Meiningen |
| HFC Chemie (Pokalverteidiger) | | |

## Modus
Der Wettbewerb wurde im K.-o.-System ausgetragen und es wurde versucht, in 60 Minuten (mit möglicher Verlängerung von 2 × 10 Minuten) auf neutralen Plätzen als Vorspiele bei DDR-Ligabegegnungen bzw. FDGB-Pokalspielen einen Gewinner auszuspielen. War danach kein Sieger gefunden, wurde ein Wiederholungsspiel mit gelostem Heimrecht angesetzt. Wurde auch hier kein Sieger ermittelt, ging es mit fünf Spielern in ein Elfmeterschießen.

## 1. Runde (Achtelfinale)
| Datum                  |                           | Ergebnis  |                            | Spielort       |
| ---------------------- | ------------------------- | --------- | -------------------------- | -------------- |
| So 12. März, 13:30 Uhr | TSG Wismar                | 5:0       | BSG Post Neubrandenburg    | Stralsund      |
| So 12. März, 13:30 Uhr | SG Dynamo Schwerin        | 1:0 n. V. | BSG Stahl Eisenhüttenstadt | Neubrandenburg |
| So 12. März, 13:30 Uhr | BSG Motor Süd Brandenburg | 0:1       | BFC Dynamo                 | Dessau         |
| So 12. März, 13:30 Uhr | BSG Motor WAMA Görlitz    | 1:2 n. V. | 1. FC Lokomotive Leipzig   | Cottbus        |
| So 12. März, 13:30 Uhr | HFC Chemie                | 3:0       | BSG Lokomotive Meiningen   | Weimar         |
| So 12. März, 13:30 Uhr | FC Carl Zeiss Jena        | 1:1 n. V. | 1. FC Magdeburg            | Leipzig        |
| So 12. März, 13:30 Uhr | FC Karl-Marx-Stadt        | 1:0       | BSG Energie Cottbus        | Bautzen        |
| So 12. März, 13:30 Uhr | BSG Chemie Zeitz          | 1:0       | FC Rot-Weiß Erfurt         | Plauen         |

### Wiederholungsspiel
| Datum                  |                 | Ergebnis |                    |
| ---------------------- | --------------- | -------- | ------------------ |
| So 19. März, 14:00 Uhr | 1. FC Magdeburg | 3:0      | FC Carl Zeiss Jena |

## 2. Runde (Viertelfinale)
| Datum                  |                          | Ergebnis  |                    | Spielort    |
| ---------------------- | ------------------------ | --------- | ------------------ | ----------- |
| Fr 24. März, 14:00 Uhr | BFC Dynamo               | 2:0       | TSG Wismar         | Magdeburg   |
| Fr 24. März, 14:00 Uhr | 1. FC Lokomotive Leipzig | 4:1       | SG Dynamo Schwerin | Hennigsdorf |
| Fr 24. März, 14:00 Uhr | FC Karl-Marx-Stadt       | 2:5 n. V. | HFC Chemie         | Zeitz       |
| Fr 24. März, 14:00 Uhr | 1. FC Magdeburg          | 1:1 n. V. | BSG Chemie Zeitz   | Eisleben    |

### Wiederholungsspiel
| Datum                   |                 | Ergebnis |                  |
| ----------------------- | --------------- | -------- | ---------------- |
| So 02. April, 14:00 Uhr | 1. FC Magdeburg | 6:1      | BSG Chemie Zeitz |

## 3. Runde (Halbfinale)
| Datum                    |                          | Ergebnis  |                 | Spielort |
| ------------------------ | ------------------------ | --------- | --------------- | -------- |
| Sa 15. April, 13:30 Uhr  | BFC Dynamo               | 0:0 n. V. | HFC Chemie      | Leipzig  |
| Di .11. April, 15:00 Uhr | 1. FC Lokomotive Leipzig | 2:1       | 1. FC Magdeburg | Zwickau  |

### Wiederholungsspiel
| Datum                   |            | Ergebnis |            |
| ----------------------- | ---------- | -------- | ---------- |
| Sa 22. April, 13:30 Uhr | HFC Chemie | 3:1      | BFC Dynamo |

## Finale
Das Finale fand als Vorspiel des FDGB-Pokalendspiels BSG Motor Zwickau – F.C. Hansa Rostock im Stahlstadion von Brandenburg statt.
| Paarung                  | 1. FC Lokomotive Leipzig – HFC Chemie |
| Ergebnis                 | 5:1 (2:1) |
| Datum                    | Sonntag, 30. April 1967 um 14:15 Uhr |
| Stadion                  | Stahlstadion, Brandenburg |
| Zuschauer                | 5.000 |
| Schiedsrichter           | Robert Pischke (Rostock) |
| Tore                     | 1:0 Bienert (7.) 1:1 Geier (16.) 2:1 Adler (28.) 3:1 Schott (32.) 4:1 Adler (49.) 5:1 Bienert (57.)                                                                      |
| 1. FC Lokomotive Leipzig | Bernitt – Schaumburg, Fregin, Jürgen Penszuck, Wieczorek – Henry Bienert, Schöne – Walzel, Reinhold Schott, Pöge, Adler Cheftrainer: Günther Weidenbörner                |
| HFC Chemie               | Finke – Reinhardt, Michael Sonntag, Roland Wawrzyniak, Bieler – Erhard Mosert, Hartmut Meinert – Henkel, Geier, Wolfgang Schmidt, Gallrein Cheftrainer: Herbert Beuchelt |